# Wiza Wtorma Iwano-Frankiwsk
Wiza Wtorma Iwano-Frankiwsk (ukr. Футзальний клуб «Віза Вторма» Івано-Франківськ, Futzalnyj Kłub "Wiza Wtorma" Iwano-Frankiwśk) – ukraiński klub futsalu, mający siedzibę w mieście Iwano-Frankiwsk. Od sezonu 2017/18 występuje w futsalowej Pierwszej Lidze Ukrainy.

## Historia
Chronologia nazw:
- 2010: Wiza Wtorma Iwano-Frankiwsk (ukr. «Віза Вторма» Івано-Франківськ)

Klub futsalowy Wiza Wtorma Iwano-Frankiwsk został założony w Iwano-Frankowsku w 2010 roku z inicjatywy pracowników i dyrekcji firmy "Wiza Wtorma". W sezonie 2010/11 zespół debiutował w drugiej lidze mistrzostw obwodu. W 2011 został wzmocniony po fuzji z klubem UTeam-Cap-2, po czym startował w pierwszej lidze mistrzostw obwodu. Po zajęciu drugiego miejsca awansował do wyższej ligi mistrzostw obwodu. W sezonie 2012/13 zajął 5.miejsce w tabeli ligowej orał dotarł do półfinału Pucharu obwodu. W następnym sezonie zdobył wicemistrzostwo oraz znów dotarł do półfinału Pucharu obwodu.
W sezonie 2013/14 klub debiutował w profesjonalnych rozgrywkach Pucharu Ukrainy w futsalu. Został zatrzymany w 1/8 finału przez Buran-Resurs Donieck. W sezonie 2014/15 dotarł do 1/16 finału Pucharu Ukrainy. W sezonie 2015/16 zdobył mistrzostwo i Puchar obwodu iwanofrankowskiego. W sezonie 2017/18 klub debiutował w Pierwszej Lidze Ukrainy.

## Barwy klubowe, strój
| Błękitny | Granatowy |

Zawodnicy klubu zazwyczaj grali swoje mecze domowe w niebieskich strojach.

## Sukcesy

### Trofea międzynarodowe
Nie uczestniczył w rozgrywkach europejskich (stan na 31-05-2019).

### Trofea krajowe
| \| \| Zdobyte trofea w rozgrywkach Ukrainy (stan na: 31-05-2019) \| |                                                            |      |                         |
| Rozgrywki                                                           | Osiągnięcie                                                | Razy | Sezon(y)                |
| · Mistrzostwo                                                       | I miejsce                                                  | 0    |                         |
| · Mistrzostwo                                                       | II miejsce                                                 | 0    |                         |
| · Mistrzostwo                                                       | III miejsce                                                | 0    |                         |
| Puchar                                                              | zdobywca                                                   | 0    |                         |
| Puchar                                                              | finalista                                                  | 0    |                         |
| Puchar                                                              | 1/8 finału                                                 | 1    | 2013/14                 |
| II liga                                                             | I miejsce                                                  | 0    |                         |
| II liga                                                             | II miejsce                                                 | 1    | 2018/19 (gr. zachodnia) |
| II liga                                                             | III miejsce                                                | 1    | 2017/18 (gr. zachodnia) |
| Ukraina                                                             | Zdobyte trofea w rozgrywkach Ukrainy (stan na: 31-05-2019) |      |                         |

## Piłkarze i trenerzy klubu

### Trenerzy
Orest Horbaty (2011–2013)
 Mychajło Senycz (2013/2014)
 Iwan Skicko (2014–nadal)

## Struktura klubu

### Stadion
Klub rozgrywał swoje mecze domowe w Hali Kompleksu Sportowego Koledżu Wychowania Fizycznego w Iwano-Frankowsku (zwanej Maneż Sportowy), znajdującej się przy ul. Bandery, 76000 Iwano-Frankiwsk. Pojemność: 1500 miejsc siedzących.

### Sponsorzy
- ekologiczna firma "Wiza-Wtorma" w Iwano-Frankowsku.